# Ralph Morse
Pour les articles homonymes, voir Morse.
Ralph Theodore Morse (né le 23 octobre 1917 à Manhattan et mort le 7 décembre 2014 à Delray Beach) est un photographe américain.
Pour le magazine Life, il a photographié de la Seconde Guerre mondiale, du programme spatial américain et des événements sportifs.
Il était connu également pour ses photographies à expositions multiples.

## Distinctions
Ralph Morse a remporté trente récompenses dans différents domaines.